# Bryum laevigatum
Bryum laevigatum är en bladmossart som beskrevs av J. D. Hooker och William M. Wilson 1844. Bryum laevigatum ingår i släktet bryummossor, och familjen Bryaceae. Inga underarter finns listade i Catalogue of Life.